# جوديث دي هابسبورغ
جوديث من هابسبورغ (بالألمانية: Guta von Habsburg)‏ (13 مارس 1273 - 21 مايو 1297)؛ وأيضا تسمى بـ جوتا؛ هي عضو في أسرة هابسبورغ بحيث أنها ابنة الصغرى لـ رودولف الأول ملك ألمانيا وزوجته الأولى جيرترود من هوهنبورغ، أصبحت ملكة بوهيميا وبولندا القرينة منذ 1285 حتى وفاتها وبولندا منذ 1296 من خلال زواجها فاتسلاف الثاني.